# 翁布熱伊諾

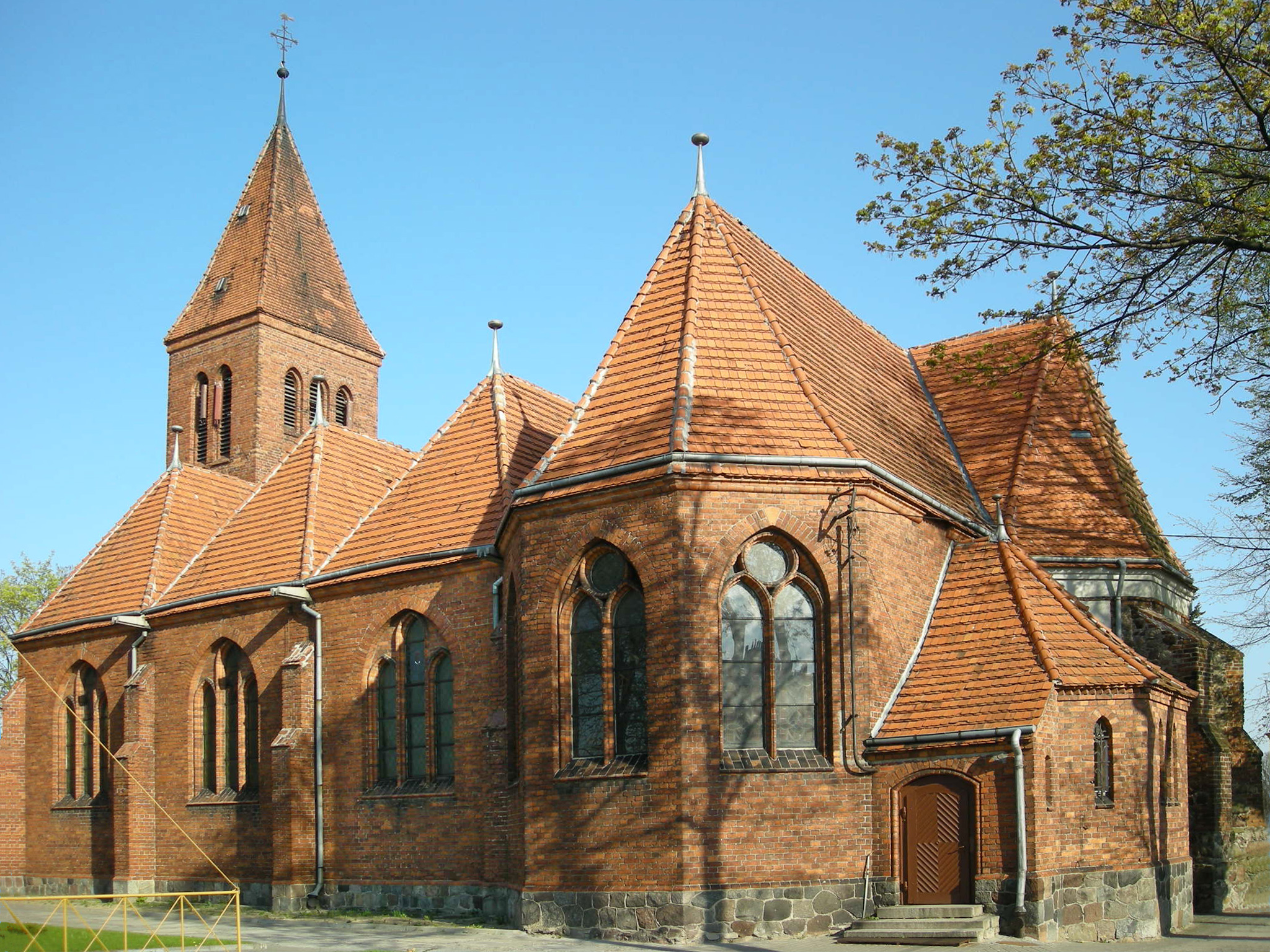

翁布熱伊諾（波蘭語：Wąbrzeźno，波蘭語發音：[vɔmˈbʐɛʑnɔ]，布里森）是波蘭的城鎮，位於該國北部，距離首府托倫約35公里，由庫亞維-波美拉尼亞省負責管轄，始建於十三世紀，面積8.53平方公里，2006年人口13,796。

## 外部連結
- Wambresia/Briesen 1251 Prussian Document from Pope for Heidenreich, Bishop of Kulm
- （波兰語） Official town webpage （页面存档备份，存于）
- Map from Google Maps
- （波兰語） Map from mapa.szukacz.pl （页面存档备份，存于）
- （波兰語） Official town blog （页面存档备份，存于）

53°17′N 18°57′E / 53.283°N 18.950°E